# Loútsa (ort)
Loútsa är en ort i Grekland.   Den ligger i prefekturen Nomós Prevézis och regionen Epirus, i den västra delen av landet, 300 km väster om huvudstaden Aten. Loútsa ligger 223 meter över havet och antalet invånare är 388.
Terrängen runt Loútsa är huvudsakligen kuperad, men västerut är den platt. Havet är nära Loútsa åt sydväst. Runt Loútsa är det ganska glesbefolkat, med 30 invånare per kvadratkilometer. Närmaste större samhälle är Kanaláki, 7,1 km nordost om Loútsa. 